# Calophya duvauae
Calophya duvauae (лат.) — вид мелких полужесткокрылых насекомых рода Calophya из семейства Calophyidae.

## Распространение
Встречаются в Неотропике.

## Описание
Мелкие полужесткокрылые насекомые. Внешне похожи на цикадок, задние ноги прыгательные. Отличаются короткими округлыми широкими выступами на щеках. Голова и грудь сверху покрыты длинными волосками. Очень вариативен в окраске, в целом похож на Calophya rubra. У экземпляров из Аргентины и Уругвая перепонка передних крыльев бесцветная, в то время как у экземпляров из Бразилии передние крылья по внешнему краю и поперечной полосе в середине бледно-коричневые. Передние перепончатые крылья более плотные и крупные, чем задние; в состоянии покоя сложены крышевидно. Лапки имеют 2 сегмента. Антенны короткие, имеют 10 сегментов. Голова широкая как переднеспинка.
Взрослые особи и нимфы питаются, высасывая сок растений. В основном связаны с растениями рода шинус (Schinus) семейства анакардиевые.